# Carolina Videla
Carolina Eliana Videla Osorio (Santiago, 22 de diciembre de 1968) es una trabajadora social,  gestora cultural y política  chilena, militante del Partido Comunista de Chile (PCCh). Se desempeñó como  Convencional Constituyente por el distrito N.°1 y como Secretaria Regional Ministerial de Gobierno de Arica y Parinacota durante el segundo gobierno de Michelle Bachelet.

## Biografía

### Familia
Nacida en Santiago. Es hija de Luis Ricardo Videla Muñoz y de Ana Mercedes Osorio Guevara. Es casada con Joris A Doris Van Parys y madre de dos hijos.

### Estudios y carrera profesional
Cursó su educación media en la Escuela Ricardo Silva Arriagada, en la ciudad de Arica. Es Licenciada en Trabajo Social de la Universidad Santo Tomás Sede Arica con la Beca Valech.
También es gestora cultural y cantora popular. Ha ejercido como Coordinadora de la Oficina de Cultura del  Gobierno regional de Tarapacá y como Encargada Oficina Municipal del Consumidor de la Municipalidad de Arica.  Actualmente es Coordinadora de Prácticas Profesionales y docente de la carrera de Licenciatura en Trabajo Social en la Universidad Santo Tomás de Arica.

## Trayectoria pública

### Dictadura militar
En el año 1988 fue presa política de la dictadura militar de Augusto Pinochet, siendo una de las víctimas reconocidas por la Comisión Nacional sobre Prisión Política y Tortura.
Ingresa al Partido Comunista de Chile en 2000 transformándose en dirigente del partido en la Región de Arica y Parinacota.

### Retorno a la Democracia
Fue candidata a concejala por la comuna de Arica en las elecciones municipales de 2012, en dicha ocasión obtuvo el 2.96% de los votos, no resultando electa.
Durante el segundo gobierno de Michelle Bachelet ejerció como Secretaria Regional Ministerial de Gobierno de la Región de Arica y Parinacota, jurando en el cargo el 17 de marzo de 2014. Se mantuvo en el cargo hasta noviembre de 2016, cuando renuncia por diferencias con la Intendenta de ese momento, Gladys Acuña.
Se presenta como candidata a diputada por el distrito N°1 en las elecciones parlamentarias de 2017, sin ser electa.
El año 2021 se inscribe como candidata a la Convención Constitucional por la lista Apruebo Dignidad, resultando electa con el 6,32% de los votos. Asumió el cargo el 4 de julio de 2021.

### Otras actividades
Integra la organización "Mujeres Memoria y Derechos Humanos y del Movimiento Mujeres de Luto Arica", dedicada a recordar a las víctimas de la dictadura. Se ha desempeñado como sindicalista, siendo la fundadora del primer Sindicato de Trabajadoras y Trabajadores Honorarios de la Municipalidad de Arica.

## Historial electoral

### Elecciones municipales de 2012
- Elecciones municipales de 2012, para el concejo municipal de Arica. [6]

(Se consideran sólo candidatos sobre el 2% de los votos y candidatos electos)
| Candidato                 | Pacto                          | Partido | Votos | %    | Resultado |
| ------------------------- | ------------------------------ | ------- | ----- | ---- | --------- |
| Emilio Ulloa Valenzuela   | Coalición                      | RN      | 3 817 | 8,03 | Concejal  |
| Osvaldo Abdala Valenzuela | Por un Chile Justo             | PPD     | 3 320 | 6,98 | Concejal  |
| Juan Chinga Palma         | Coalición                      | RN      | 2 465 | 5,19 | Concejal  |
| Elena Díaz Hevia          | Por un Chile Justo             | PCCh    | 2 295 | 4,83 | Concejala |
| Andrés Peralta Martinich  | Coalición                      | UDI     | 2 132 | 4,48 | Concejal  |
| Lissette Sierra Ocayo     | Coalición                      | ILH     | 2 052 | 4,32 | Concejala |
| Carlos Ojeda Murillo      | Más Humanos                    | PH      | 1 651 | 3,47 |           |
| Mauricio Paredes Fierro   | Por el Desarrollo del Norte    | FDN     | 1 417 | 2,98 |           |
| Carolina Videla Osorio    | Por un Chile Justo             | PCCh    | 1 408 | 2,96 |           |
| Miguel Leiva Pizarro      | Por un Chile Justo             | PPD     | 1 408 | 2,96 | Concejal  |
| Jaime Arancibia           | Coalición                      | UDI     | 1 335 | 2,81 |           |
| Patricio Gatica Roco      | Regionalistas e independientes | PRI     | 1 241 | 2,61 | Concejal  |
| Miriam Arenas Sandoval    | Concertación Democrática       | PDC     | 1 120 | 2,36 | Concejala |
| Daniel Chipana Castro     | Por un Chile Justo             | ILE     | 999   | 2,10 |           |
| José Lee Rodríguez        | El Cambio por Ti               | PRO     | 977   | 2,06 | Concejal  |

### Elecciones parlamentarias de 2017
- Elecciones parlamentarias de 2017, para diputado por el Distrito N°1 (Arica, Camarones, General Lagos y Putre)[7]

| Candidato               | Pacto                    | Partido | Votos  | %    | Resultado |
| ----------------------- | ------------------------ | ------- | ------ | ---- | --------- |
| Vlado Mirosevic Verdugo | Frente Amplio            | PL      | 24 172 | 34,1 | Diputado  |
| Nino Baltolu Rasera     | Chile Vamos              | UDI     | 9 225  | 13,0 | Diputado  |
| Rodrigo Cuevas Troncoso | Por Todo Chile           | Ind-PRO | 8 798  | 12,4 |           |
| Luis Rocafull López     | La Fuerza de la Mayoría  | PS      | 6 404  | 9,0  | Diputado  |
| Iván Paredes Fierro     | La Fuerza de la Mayoría  | Ind-PS  | 5 123  | 7,2  |           |
| Marcelo Zara Pizarro    | Chile Vamos              | EVO     | 3 358  | 4,7  |           |
| Carolina Videla Osorio  | La Fuerza de la Mayoría  | PCCh    | 2 620  | 3,7  |           |
| Andrea Murillo Neumann  | Convergencia Democrática | DC      | 1 523  | 2,1  |           |

### Elecciones de convencionales constituyentes de 2021
- Elecciones de convencionales constituyentes de 2021, para convencional constituyente por el Distrito N.º 1, (Arica, Camarones, General Lagos y Putre)[8]

| Candidato                         | Pacto             | Partido | Votos | %     | Resultados   |
| --------------------------------- | ----------------- | ------- | ----- | ----- | ------------ |
| Romina Alejandra Le Blanc Ampuero | Independiente     | Ind.    | 6.880 | 12,00 |              |
| Carolina Videla Osorio            | Apruebo Dignidad  | PCCh    | 3.622 | 6,32  | Convencional |
| Pollyana Rivera Bigas             | Vamos por Chile   | ILXP    | 3.457 | 6,03  | Convencional |
| Rodrigo Muñoz Ponce               | Independiente     | Ind.    | 3.391 | 5,92  |              |
| Jorge Abarca Riveros              | Lista del Apruebo | ILYB    | 3.252 | 5,67  | Convencional |
| José Barraza Llerena              | Súmate Ahora      | ILWE    | 3.106 | 5,42  |              |